# Blitzlicht-Satellit
Die Technik der Blitzlicht-Satelliten ist eine Methode der Satellitengeodäsie, die in den 1960er-Jahren entwickelt wurde, um fotografische Beobachtungen kleiner Satelliten zu erleichtern und den Einfluss von Zeitfehlern auf die Bahnvermessung zu verringern. Die Methode wurde obsolet, als um 1975 hochpräzise Uhrsysteme verfügbar waren und die elektronische Distanzmessung über große Entfernungen möglich wurde.
Zu Beginn der Raumfahrt erfolgte die Einmessung geodätischer Satelliten visuell oder fotografisch, was eine ausreichende Helligkeit der Flugkörper erforderte. Für weiträumige Vermessungsnetze waren zunächst helle, hochfliegende Ballonsatelliten die beste Lösung, deren geringes Gewicht aber zu starken Bahnstörungen führte. Alternativ baute man daher kleinere, kompakte Satelliten und stattete sie mit starken Xenon-Lampen und Sonnenkollektoren aus, die kurze Serien von Blitzlichtern erzeugen konnten. Deren Helligkeit reichte für Satellitenkameras mit hochempfindlichen Emulsionen aus, und die Satelliten konnten überdies im Erdschatten beobachtet werden.  
Ein zweiter Vorteil war die Möglichkeit genauer Simultanmessungen durch weit entfernte Bodenstationen. Die Zeitnehmung der Kameras war damals noch kaum genauer möglich als einige Millisekunden, was bei erdnahen Bahngeschwindigkeiten von 7 bis 8 km pro Sekunde bereits Ortungsfehler von 10 bis 20 Meter bedeuten würde. Wenn hingegen die Gleichzeitigkeit der Messungen garantiert ist, spielt dieser Einfluss bei einem durch die geblitzten Zielpunkte definierten dreidimensionalen Vermessungsnetz keine Rolle mehr.
Der erste solche Versuchssatellit der USA war ANNA 1B, gestartet Ende 1962. Die Blitztechnik war 1965 bereits ausgereift, als der kleine – nun bereits elektronische – Satellit GEOS (später Geos-1 genannt) gestartet wurde. Mit seinem jüngeren Bruder GEOS 2 (1968) brachte er eine merkliche Genauigkeitssteigerung, während Geos-3 (1975) weitere Messmethoden erprobte.
In den Folgejahren sank jedoch die Bedeutung fast aller optischer Messverfahren, weil sie von den rasanten Fortschritten der elektronischen Distanzmessung überholt wurden. Erst durch die neuen Beobachtungsmethoden mit CCD und die hochpräzisen Sternörter von Hipparcos und künftigen Astrometriesatelliten könnte sich das teilweise wieder zugunsten der Richtungsmessungen ändern.